# F.A.S.T.
F.A.S.T. — предстоящий экшн-триллер режиссёра Бена Ричардсона по сценарию Тейлора Шеридана. Главные роли исполняют Брэндон Скленар, Джулиана Кэнфилд, Лакит Стэнфилд, Джейсон Кларк, Сэм Клафлин и Треванте Родес.
Премьера фильма запланирована на 23 апреля 2027 года.

## Сюжет
Сюжет фильма повествует о бывшем спецназовце, переживающем трудности после возвращения домой в США. Агентство по борьбе с наркотиками (DEA) привлекает его для руководства тайной операцией против наркодилеров, находящихся под защитой ЦРУ, действующих прямо в его родном городе.

## В ролях
- Брэндон Скленар
- Джулиана Кэнфилд
- Лакит Стэнфилд
- Джейсон Кларк
- Сэм Клафлин
- Треванте Родес

## Производство
Сценарий фильма был написан Тейлором Шериданом ещё в середине 2010-х годов. Права на фильм приобрела студия Warner Bros. Pictures в 2018 году, изначально предполагалось, что картину снимет сам Шеридан, а главную роль исполнит Крис Пратт. Позже режиссёрское кресло занял Гэвин О’Коннор в 2019 году, однако киностудия AT&T посчитала выпуск картины с бюджетом около $60-70 млн финансово невыгодным. Лишь в мае 2025 года было объявлено, что новым режиссёром станет Бен Ричардсон, а главную роли исполнит Брэндон Скленар. Уже в следующем месяце была утверждена Джулиана Кэнфилд на главную женскую роль, а вскоре начались переговоры с Треванте Родесом. В августе 2025 года к проекту присоединились Лэйкит Стэнфилд, Джейсон Кларк, Сэм Клафлин и окончательно утвержден Треванте Родес. Основные съёмки стартовали в августе 2025 года.
Премьера фильма запланирована на 23 апреля 2027 года.